# منتخب البرازيل لاتحاد الرغبي
منتخب البرازيل الوطني لاتحاد الرغبي هو ممثل البرازيل الرسمي في المنافسات الدولية في اتحاد الرغبي . تأسس في 9 سبتمبر 1950.

## وصلات خارجية
- الموقع الرسمي